# Follia d'amore (singolo)
Follia d'amore è un brano musicale del 2011 scritto e interpretato da Raphael Gualazzi, estratto come singolo dal secondo album Reality and Fantasy.
Il brano vinse la categoria "Giovani" del Festival di Sanremo 2011 aggiudicandosi anche il premio della Critica "Mia Martini".
Fu scelto come rappresentante dell'Italia all'Eurovision Song Contest del 2011 in cui ne fu presentata una versione bilingue in italiano e inglese con il titolo Madness of Love, che giunse al secondo posto finale.
Il singolo, alla sua seconda settimana in classifica, raggiunse l'ottava posizione, e fu candidato al Nastro d'argento 2011 come migliore canzone originale, in quanto incluso nella colonna sonora del film Manuale d'amore 3 di Giovanni Veronesi.

## Tracce
Download digitale
1. Follia d'amore – 3:32 (testo: Raphael Gualazzi – musica: Raphael Gualazzi)

## Classifiche
| Classifica (2011) | Posizione massima |
| ----------------- | ----------------- |
| Austria           | 40                |
| Belgio (Fiandre)  | 33                |
| Belgio (Vallonia) | 35                |
| Italia            | 8                 |
| Paesi Bassi       | 90                |
| Svizzera          | 52                |